# Protalebrella tertia
Protalebrella tertia är en insektsart som beskrevs av Irena Dworakowska 1994. Protalebrella tertia ingår i släktet Protalebrella och familjen dvärgstritar. Inga underarter finns listade i Catalogue of Life.